# Automeris draudtiana
Automeris draudtiana är en fjärilsart som beskrevs av Lemaire. Automeris draudtiana ingår i släktet Automeris och familjen påfågelsspinnare. Inga underarter finns listade i Catalogue of Life.